# A.I. - Intelligenza artificiale
A.I. - Intelligenza artificiale (A.I. Artificial Intelligence) è un film del 2001 sceneggiato, diretto e co-prodotto da Steven Spielberg.
La pellicola, basata su un progetto di Stanley Kubrick, è tratta dal racconto di Brian Aldiss Supertoys che durano tutta l'estate del 1969.

## Trama
(scienziata collega di Allen Hobby.)
Nel ventiduesimo secolo, il pianeta Terra è stato devastato dall'effetto serra e dall'innalzamento degli oceani, che hanno sommerso molte delle più belle e importanti città del mondo. La tecnologia si è evoluta al punto tale da creare robot incredibilmente avanzati e simili agli esseri umani, i Mecha. La Cybertronics, un'azienda produttrice di automi, è riuscita a sviluppare, grazie al lavoro del professor Allen Hobby, un Mecha con le fattezze e il comportamento di un bambino, che è il primo robot in grado di provare un vero sentimento di amore verso un essere umano. Il modello è stato concepito per essere acquistato dalle coppie che non possono avere figli a causa delle nuove leggi, ma suscita preoccupazione tra quanti temono le reazioni, difficili da prevedere, degli esseri umani di fronte al simulacro di un bambino (invece che provare affetto nei suoi confronti, molti potrebbero arrivare a odiarlo per il fatto di non essere umano). Un problema molto serio a tale riguardo sono le "Fiere della Carne", raduni organizzati da persone che celebrano la vera vita umana e distruggono brutalmente i Mecha. Nonostante tutti questi dubbi il progetto prosegue e, dopo venti mesi, viene completato il primo esemplare di bambino robot, che viene chiamato "David" e assegnato ai coniugi Swinton, Monica e Henry (quest'ultimo dipendente della stessa azienda). I due hanno già un figlio, di nome Martin, il quale però è stato ibernato cinque anni prima a causa di una grave e incurabile malattia di cui è affetto.
Dopo le prime perplessità, Monica, psicologicamente debole anche a causa della momentanea perdita del figlio naturale, decide di eseguire su David il protocollo di imprinting (che consiste in una serie di parole da pronunciare in faccia al robot) che fa sì che il robot la consideri sua madre e provi verso di lei lo stesso amore che un bambino umano ha verso i propri genitori. A David viene regalato Teddy, un piccolo robot dalle fattezze di un orso di peluche originariamente appartenuto a Martin, perché gli faccia compagnia. La famiglia sembra avere ritrovato la serenità fino a quando non viene trovata una cura per la malattia di Martin, il quale guarisce e torna quindi a casa. Martin, essendo abituato a vedere i Mecha come semplici oggetti, non riesce a considerare David come un fratello e lo tratta con l'inconsapevole crudeltà dei bambini, spingendolo a fare brutte figure e dispetti, come tagliare una ciocca di capelli a Monica nel cuore della notte. Un giorno Martin, parlando con David, gli chiede quale sia il suo ricordo più lontano nel tempo, e il piccolo robot dice che si tratta di una visione in cui gli apparve un enorme e maestoso uccello blu. Durante una festa a bordo piscina, David, spaventato dagli amici di Martin, che gli attivano il protocollo di autodifesa stuzzicandolo con un coltello, trascina Martin sul fondo della piscina, mettendone a rischio la vita. Dopo questo incidente, Monica e Henry decidono di sbarazzarsi di David.
Purtroppo, l'imprinting eseguito su David è irreversibile, quindi l'unico modo per liberarsene è di portarlo alla Cybertronics e farlo distruggere. Monica, essendosi profondamente affezionata a David, non vuole che sia eliminato e decide di abbandonarlo in una foresta con Teddy, come Mecha non registrato. Questa scelta si rivela comunque terribile: David, avendo l'imprinting attivato, soffre tremendamente per l'abbandono di Monica, che considera come sua madre. Il piccolo robot decide di provare a tornare a casa e comincia a camminare, senza sapere dove sta andando. Incontra così molti altri Mecha e finisce per imbattersi proprio in una "Fiera della Carne", dove riesce a sfuggire alla demolizione grazie alle sue fattezze di bambino, che lo portano a essere creduto umano. Qui David e Teddy fanno amicizia con Gigolò Joe, un "Mecha Prostituto" in fuga per essere stato incastrato in un omicidio da un cliente. Convinto che Monica lo abbia abbandonato solo perché è un robot, David decide di provare a diventare un bambino umano e parte alla ricerca della Fata Turchina, della quale ricorda di avere sentito parlare quando Monica gli aveva letto Le Avventure di Pinocchio. I tre robot giungono alla variopinta e decadente metropoli di Rouge City dove, grazie al "Dott. Know", un'intelligenza artificiale che somiglia a un Albert Einstein caricaturale e risponde dietro pagamento a ogni domanda, David ottiene informazioni sulla Fata: essa si trova a Manhattan.
Gigolò Joe, preoccupato, avverte David che molti Mecha si sono diretti a Manhattan e non sono mai più tornati, ma David, per nulla intimorito, decide di partire ugualmente. Con la speranza di aver trovato il luogo in cui si trova la Fata, il trio ruba un anfibicottero della polizia e lo usa per raggiungere l'ormai sommersa e disabitata Manhattan, dove atterrano sulla cima del Rockefeller Center. Qui David capisce la verità sulla sua natura di oggetto, parlando con il suo creatore (che lo ha progettato ispirandosi alle fattezze del figlio morto e, mentre parla, mostra dei segni di instabilità mentale dovuti alla grave perdita subita) e scoprendo centinaia di copie di sé stesso inscatolate e pronte per la vendita. David vede, infine, la stanza dove è stato assemblato, nella quale si trova proprio la statua dell'uccello blu che ricordava. Desolato e sconvolto, senza più speranze di ritrovare Monica, David tenta il suicidio, lasciandosi cadere in acqua dalla cima del grattacielo nel tentativo di autodistruggersi, ma Gigolò Joe lo salva con l'anfibicottero. Dopo il salvataggio, David dice di avere visto la Fata Turchina sott'acqua mentre cadeva e vorrebbe immergersi di nuovo, ma proprio in quel momento Gigolò Joe viene catturato dalla polizia con un elettromagnete. Dopo avere detto addio al loro amico, David e Teddy si immergono da soli a bordo dell'anfibicottero e lo usano per raggiungere la Fata Turchina, che in realtà è una statua che fa parte di una riproduzione della storia di Pinocchio presente nel luna park della sommersa Coney Island, ma rimangono bloccati sott'acqua da una ruota panoramica caduta.
David, incastrato per sempre con Teddy, incomincia a chiedere alla Fata Turchina di trasformarlo in un bambino vero, senza mai smettere. L'anfibicottero esaurisce le energie, diventando totalmente inutilizzabile, mentre il tempo continua a passare, finché non avviene un'altra era glaciale; nonostante ciò David continua a chiedere alla Fata di esaudire il suo desiderio, finché non si congela bloccandosi. Così passano altri duemila anni.
Nell'anno 4125, l'anfibicottero intrappolato nel ghiaccio con David e Teddy viene recuperato da Mecha evoluti e dall'aspetto alieno, che hanno preso il posto degli umani ormai estinti. I Mecha evoluti riescono a riattivare David e Teddy semplicemente toccandoli e a ottenere dalle loro memorie informazioni sulla specie umana, che i discendenti Mecha non hanno mai conosciuto e verso la quale nutrono una profonda ammirazione. David raggiunge la statua della Fata Turchina, che collassa in mille pezzi quando la tocca. I Mecha evoluti osservano i ricordi di David e, dopo averlo fatto addormentare, li utilizzano per creare intorno a lui un ambiente identico alla casa dove viveva con Monica; successivamente lo risvegliano e, tramite un ologramma a forma di Fata Turchina, gli comunicano che sono pronti a esaudire qualsiasi desiderio lui esprima. David quindi chiede di potere diventare un bambino vero e gli viene detto che è impossibile, ma che tuttavia esiste la possibilità di resuscitare persone di cui è disponibile un campione fisico, anche se per un solo giorno (in quanto è stato dimostrato che la vita di ogni essere umano è una strada unica, a senso unico e non riproducibile a posteriori): usando il DNA di Monica contenuto nella ciocca di capelli che David le aveva tagliato e che Teddy ha conservato, i Mecha evoluti clonano la donna e le inseriscono le sue memorie. Dopo due millenni di immenso dolore, quindi, David ritrova la madre che lo ama e con la quale trascorre un'ultima giornata felicissima per poi spegnersi, questa volta per sempre, insieme a lei, andando nel luogo dove nascono i sogni.

## Personaggi
- David: il protagonista del film. È un bambino robot prodotto dalla Cybertronics e costruito in modo tale da essere in grado di amare. È il primo esemplare del suo modello. È stata effettuata una selezione per trovare la coppia più idonea a utilizzarlo, al termine della quale la Cybertronics lo ha assegnato ai coniugi Swinton. La coppia ha già un figlio, Martin, ibernato da cinque anni a causa di una malattia per la quale verrà trovata una cura poco tempo dopo l'arrivo di David in famiglia. David è il primo Mecha del suo genere a credere nei sogni e nella fantasia, mostrandosi differente rispetto ai suoi simili.
- Teddy: orsacchiotto robot parlante, amico di David. È stato un giocattolo di Martin, poi regalato a David, che lo ha accompagnato alla ricerca della Fata Turchina. Nonostante le apparenze di giocattolo, si rivela una guida per David, in quanto cerca di tenerlo lontano dai pericoli. Ha conservato una ciocca di capelli tagliata da David a Monica, che consente ai Mecha evoluti di clonare la donna, regalando così a David il giorno più bello che desiderava. Rimane al capezzale di David mentre si spegne insieme con Monica.
- Monica Swinton: moglie di Henry. Ha adottato 'in prova' il primo esemplare di David. All'inizio è psicologicamente fragile perché suo figlio Martin è stato ibernato per una malattia inguaribile: gradualmente inizia ad affezionarsi a David, fino a decidere di eseguire su di lui l'imprinting che fa in modo che David la tratti come fosse sua madre. La situazione si fa difficile con il ritorno di Martin, per il quale è stata trovata una cura, in quanto Martin prova invidia verso David per le attenzioni che Monica ha verso di lui. Le pressioni del marito e gli incidenti causati dall'ingenuità di David la convincono a sbarazzarsi del piccolo robot, tuttavia lei non vuole che esso sia distrutto e decide quindi di abbandonarlo in un bosco. Viene clonata dopo 2 000 anni dai Mecha evoluti grazie a una ciocca dei suoi capelli conservata da David, anche se la sua nuova vita dura solo un giorno. Monica e David trascorrono così un giorno pieno di felicità senza più alcuna preoccupazione. Giunta la sera, Monica incomincia lentamente a spegnersi dicendo infine a David di avergli sempre voluto bene.
- Henry Swinton: marito di Monica. È preoccupato per la debolezza mentale della moglie a causa della perdita del loro unico figlio. Lui e la moglie vengono scelti dalle alte sfere della Cybertronics (di cui Henry stesso è dipendente) come destinatari del primo prototipo del bambino robot David. Inizialmente riluttante, Henry decide di acconsentire per fare felice la moglie. Monica si affeziona a David, mentre Henry continua a considerarlo solo come un oggetto utile per la salute mentale di Monica. Con il ritorno a casa di Martin, la situazione peggiora poiché Martin, invidioso, spinge David a compiere alcune azioni fraintese dai genitori. A seguito di ciò, Henry si convince che David sia pericoloso, in quanto pensa che, se è in grado di amare, potrebbe anche odiare. Alcuni timori di Henry alla fine si rivelano esatti: David, scoprendo un altro esemplare di sé stesso nel laboratorio dove è stato assemblato, in preda alla rabbia lo distrugge dicendo di voler essere unico.
- Martin Swinton: figlio di Henry e Monica. A causa di una grave malattia, inizialmente vive in ibernazione e Monica spesso lo va a trovare, leggendogli delle fiabe mentre dorme. Nel tempo che segue, Monica e Henry adottano David, primo robot bambino del suo genere in grado di amare. Trovata infine una cura, Martin viene scongelato e riportato a casa. Ritenendo i Mecha dei semplici oggetti, Martin non vede in David un fratello e lo tratta in modo ingenuo e cattivo. Martin è soprattutto invidioso di come sua madre Monica tratti affettuosamente David. Sarà lui a convincere la madre a leggere loro la storia di Pinocchio con l'intenzione di far soffrire David, storia nella quale quest'ultimo finirà per immedesimarsi.
- Gigolò Joe: un Mecha prostituto di ultima generazione. Viene incastrato in un omicidio da un cliente per vendicarsi della moglie. Durante la fuga incontra David, del quale diventerà amico, e decide di aiutarlo quando viene a sapere che è alla ricerca della Fata Turchina. Giunti alla variopinta e decadente metropoli di Rouge City scoprono, grazie al "Dott. Know" (un'intelligenza artificiale che risponde a ogni domanda), che la Fata Turchina si trova alla fine del mondo, Manhattan, dove però Gigolò Joe viene visto e arrestato dalle forze dell'ordine. Gigolò Joe è consapevole che la maggior parte degli umani odia i Mecha e ritiene che, se una delle due specie dovrà scomparire, saranno sicuramente i Mecha a sopravvivere, previsione che, dopo 2 millenni dall'inizio del film, si rivelerà esatta.
- Allen Hobby: lo scienziato che ha ideato e costruito David. Dato che sono state varate leggi che impediscono a un certo numero di coppie sposate d'avere figli, il professor Hobby ha deciso di creare un bambino robot capace di amare come un umano. Tuttavia questa cosa suscita notevoli perplessità negli altri scienziati, poiché nessuno può sapere se un umano, di fronte all'amore di un robot, possa fare altrettanto con lui o meno, e si teme che possa arrivare a odiarlo. Nonostante gli avvertimenti, Hobby decide comunque di portare avanti il progetto insieme con la sua équipe. Hobby soffre di instabilità mentale, dovuta alla perdita del suo vero figlio, alle fattezze del quale si è ispirato per la sua creazione. David, sentendo il professore spiegare la storia delle sue origini come oggetto e vedendo molte sue copie destinate alla vendita, rimane distrutto. Si intuisce che il commercio di bambini robot da lui iniziato abbia portato una catastrofe.
- Robot evoluto: il capo di un gruppo di Mecha evoluti e dall'aspetto alieno, creati a loro volta da altri Mecha. Nell'anno 4125, dopo la glaciazione, insieme con i suoi sottoposti, ritrova David e Teddy intrappolati nel ghiaccio, li riattiva e riesce a ottenere da loro informazioni sulla specie umana ormai estinta. Vedendo la tristezza e la sofferenza di David, decide di esaudire il suo desiderio di riportare in vita Monica per un solo giorno tramite una sua ciocca di capelli. Lui e i suoi simili, nonostante la loro natura di Mecha, sono dotati di sentimenti, in quanto desiderano comprendere le riflessioni umane, ammirando in particolare le numerose spiegazioni create dall'umanità per il significato della vita, e provano tristezza per David quando conoscono la sua storia. Alla fine si rivela essere la voce narrante che ha raccontato la storia di David fin dall'inizio.

## Produzione
Stanley Kubrick, ideatore del progetto, voleva girare il film a metà degli anni 1990. Tuttavia, rendendosi conto che la tecnologia digitale (che all'epoca stava entrando prepotentemente nel mondo del cinema) poteva consentirgli di realizzare il film in modo migliore, scelse di rimandarlo e di concentrarsi invece sulla produzione di Eyes Wide Shut. Nel 1999 il regista morì lasciando incompiuto il progetto, che fu recuperato alcuni anni dopo dall'amico Steven Spielberg.
L'idea base del film, il bambino artificiale, rimanda a Le avventure di Pinocchio di Carlo Collodi, esplicitamente citato nel film, e dunque a una delle sue più celebri conversioni, ovvero Astro Boy di Osamu Tezuka, la cui serie animata fu trasmessa con successo negli Stati Uniti d'America già dal 1963 e, secondo Luca Raffaelli, avrebbe influenzato anche Kubrick e Spielberg per questo film.
La storia futuristica di un androide bambino capace di provare sentimenti, nonostante l'uso di innovativi effetti speciali, non si è rivelata un blockbuster come sperato.

## Distribuzione
Il film è stato distribuito dalla Warner Bros. nelle sale statunitensi a partire dal 29 giugno 2001 e in Italia a partire dal 5 ottobre seguente.

### Versione italiana
La direzione del doppiaggio e i dialoghi italiani sono stati curati per conto della C.V.D. da Francesco Vairano. La sonorizzazione, invece, venne affidata alla SEFIT-CDC di Via dei Villini.

## Accoglienza

### Incassi
A fronte di un budget di 100 milioni di dollari, la pellicola ne ha incassati circa 78,6 milioni in Nord America e 157,3 milioni nel resto del mondo, per un totale di 235926635 $.

### Critica
Sull'aggregatore di recensioni Rotten Tomatoes il film ha un indice di gradimento del 76% basato su 201 recensioni, con un voto medio di 6,7 su 10. Su Metacritic ottiene un punteggio di 65 su 100 basato su 32 recensioni.

## Riconoscimenti
- 2002 - Premio Oscar
  - Candidatura per la migliore colonna sonora a John Williams
  - Candidatura per i migliori effetti speciali a Dennis Muren, Scott Farrar, Stan Winston e Michael Lantieri
- 2002 - Golden Globe
  - Candidatura per il miglior regista a Steven Spielberg
  - Candidatura per Il miglior attore non protagonista a Jude Law
  - Candidatura per la migliore colonna sonora a John Williams
- 2002 - Premio BAFTA
  - Candidatura per i migliori effetti speciali a Dennis Muren, Scott Farrar e Michael Lantieri
- 2002 - Saturn Award
  - Miglior film di fantascienza
  - Migliore sceneggiatura a Steven Spielberg
  - Miglior attore emergente a Haley Joel Osment
  - Miglior colonna sonora a John Williams
  - Migliori effetti speciali a Dennis Muren, Scott Farrar, Stan Winston e Michael Lantieri
  - Candidatura per la miglior attrice a Frances O'Connor
  - Candidatura per la miglior regia a Steven Spielberg